# Nu-Mixx Klazzics Vol. 2
Nu-Mixx Klazzics Vol. 2 је Тупаков други ремикс албум издат 14. августа 2007. године. Овај албум у ствари представља наставак издања Nu-Mixx Klazzics из 2003. године. Оригинални назив овог албума је Evolution: Duets & Remixes. На њему се налазе углавном песме са два Тупакова најпродаванија албума All Eyez On me и The Don Killuminati: The 7 Day Theory. 
Списак песама: